# Васьковский, Виктор Евгеньевич
Ви́ктор Евге́ньевич Васько́вский (28 октября 1935—23 мая 2016) — советский и российский биохимик. Член-корреспондент РАН (2000), заслуженный деятель науки России. Один из крупнейших в мире специалистов в области биохимии липидов.

## Биография
Родился в 1935 году в городе Артёме Приморского края. 
В 1958 году окончил с отличием химический факультет Московского государственного университета. 
С 1958 по 1961 год аспирант Института химии природных соединений АН СССР. В 1963 году защитил кандидатскую диссертацию. 
В 1964 году переехал во Владивосток, где возглавил лабораторию химии флоры и фауны моря Института биологически активных веществ Дальневосточного филиала СО АН СССР. 
С 1971 по 1974 год главный ученый секретарь Президиума Дальневосточного научного центра АН СССР. 
Затем работал в Институте биологии моря: заведующий лабораторией, старший и главный научный сотрудник. В 1981 году защитил докторскую диссертацию. 
В 1995 году вернулся в Институт биологически активных веществ, переименованный в Тихоокеанский институт биоорганической химии, где возглавил Отдел молекулярной иммунологии, одновременно принял активное участие в создании совместного с ДВО РАН Отделения биоорганической химии и биотехнологии Дальневосточного государственного университета. 
В 2000 году избран членом-корреспондентом РАН по Отделению биологических наук.

## Научные результаты
Основные работы В. Е. Васьковского связаны с созданием новых методов анализа липидов и развитием представлений о распределении разных групп липидов и ферментов липидного обмена во всех основных таксонах морских организмов.

## Избранные публикации
- Vaskovsky V.E., Kostetsky E.Y., Vasendin I.M. «A universal reagen for phospholipid analysis»// «J. Chromatogr.», 1975, N114
- Vaskovsky V.E., Kostetsky E.Y. «Modified spray for the detection phospholipids on thin-layer chromatograms»// «J. Lipid Res.», 1968, N9
- Svetashev V.I., Vaskovsky V.E. «A simplified technique for thin-layer microchromatography of lipids»// «J. Chromatogr.», 1972, N67(2)